# Leptoseris yabei
Espèce
Statut de conservation UICN

 VU A4ce : Vulnérable
Statut CITES
Leptoseris yabei est une espèce de coraux appartenant à la famille des Agariciidae.